# Nagumo Chūichi

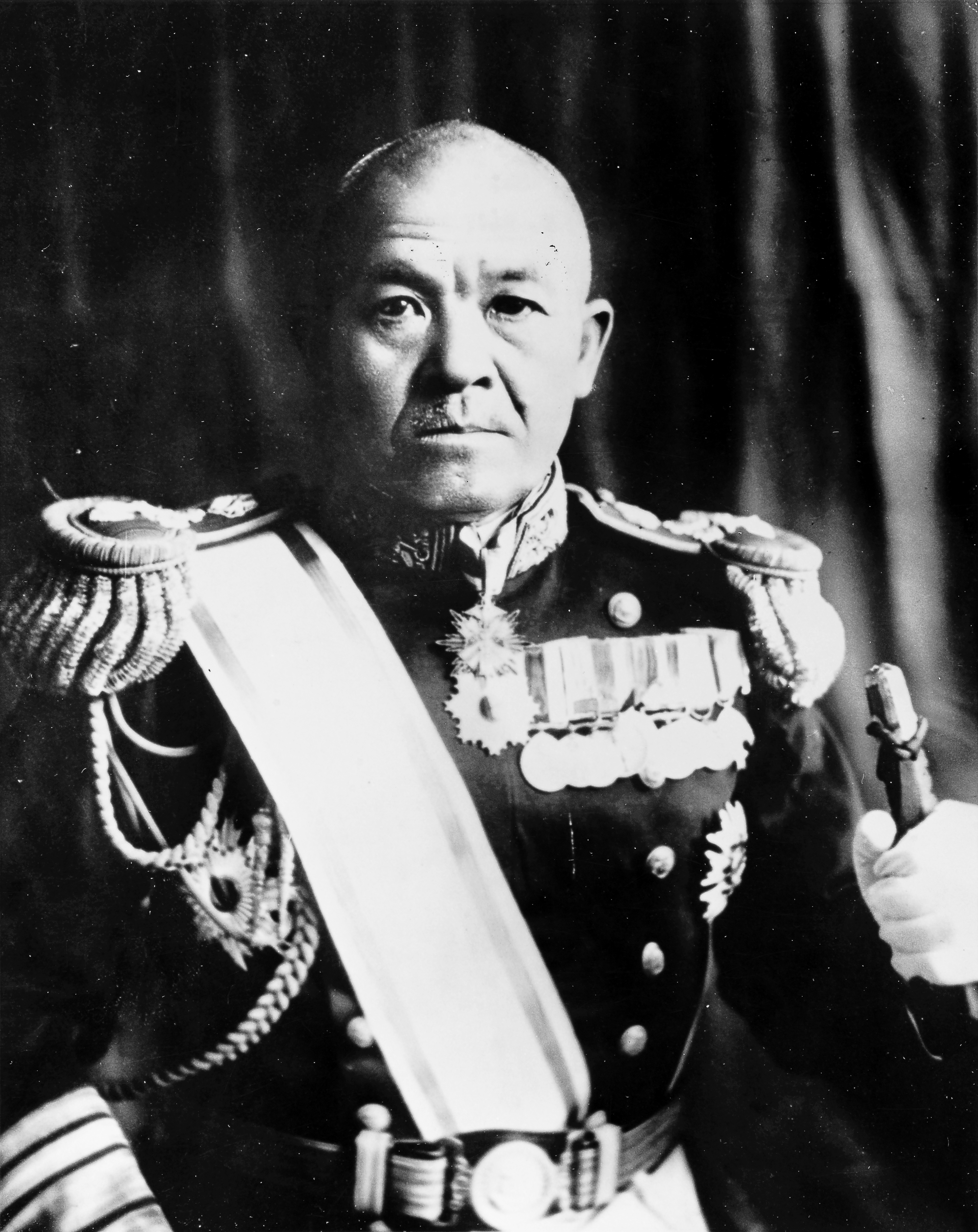
Vizeadmiral Nagumo Chūichi

Nagumo Chūichi (japanisch 南雲 忠一; * 25. März 1887 in Yonezawa; † 6. Juli 1944 auf Saipan, Nördliche Marianen) war ein Vizeadmiral der Kaiserlich Japanischen Marine. Posthum wurde ihm vom japanischen Kaiser der Admiralsrang verliehen und er wurde mit dem zweithöchsten japanischen Militärorden, dem Orden des Goldenen Drachens ausgezeichnet. Er war Befehlshaber der Flugzeugträgerkampfgruppe Kidō Butai von April 1941 bis Juli 1942 während des Angriffs auf Pearl Harbor, der Attacke im Indischen Ozean, beim Luftangriff auf Darwin, der Schlacht im Korallenmeer und in der Schlacht um Midway. Danach von Juli 1942 bis November 1942 Befehlshaber der 3. Flotte bei der Schlacht bei den Ost-Salomonen und der Schlacht bei den Santa-Cruz-Inseln. Bei der Schlacht um Saipan beging er Suizid.

## Leben
Nach der Absolvierung der Marineakademie 1908 leistete er Dienst auf verschiedenen Schiffen der japanischen Marine. 1917 wurde er Offizier auf dem Zerstörer Kisaragi. Er wurde 1924 zum Fregattenkapitän befördert. Vom 20. März 1926 bis 15. Oktober 1926 war er Kapitän des Kanonenbootes Saga. Es folgte das Kommando über das Kanonenboot Uji vom 15. Oktober 1926 bis 15. November 1927. Von 1927 bis 1929 war er als Dozent an der Marineakademie tätig. Nagumo wurde im November 1929 zum Kapitän zur See befördert und übernahm das Kommando über den Leichten Kreuzer Naka. Er war von 1930 bis 1931 Kommandeur der 11. Zerstörer-Division. Von 1931 bis 1933 bekleidete er administrative Positionen in der Marine. Er übernahm von 1933 bis 1934 das Kommando über den Schweren Kreuzer Takao. Es folgte von 1934 bis 1935 das Kommando über das Schlachtschiff Yamashiro. Am 1. November 1935 wurde er zum Konteradmiral befördert. Er befehligte nun die 8. Kreuzerdivision. Von 1937 bis 1938 war er Kommandant der Torpedoschule. Von 1938 bis 1939 war er Kommandant der 3. Kreuzerdivision. Nagumo wurde am 15. November 1939 zum Vizeadmiral befördert. Von November 1940 bis April 1941 war Nagumo Kommandant der Marineakademie.
Nachdem er sich mit Angriffstaktiken von Flugzeugträgern beschäftigt hatte, bekam er am 10. April 1941 das Oberkommando über die 1. Marineluftflotte, obwohl er keine Erfahrung mit der Marineluftwaffe hatte. Mit diesen Einheiten führte er auch unter dem Oberbefehl von Admiral Yamamoto Isoroku den Angriff auf Pearl Harbor durch. Ursprünglich wollte Yamamoto selbst die Trägerflotte kommandieren, was die japanische Marineführung verhinderte. Yamamoto und Nagumo wurden zu dem Erfolg des Angriffs beglückwünscht. Yamamoto war aber unzufrieden mit Nagumos Ausführung des Plans, da er in seinen Augen den Auftrag nicht vollständig erfüllt hatte. Weder waren die US-Flugzeugträger, die wegen einer Übung nicht im Hafen lagen, versenkt worden, noch waren alle Schiffe im Hafen selbst versenkt worden. Die Treibstofflager und andere Nachschubdepots waren ebenfalls nicht zerstört worden. Ebenso hatte Nagumo den Angriff auf Hafenanlagen auf Midway, der in Yamamotos Planungen für den Rückweg von Pearl Harbor vorgesehen gewesen war, aufgrund schlechten Wetters nicht durchgeführt. Nach den ersten beiden Angriffswellen hatten die Kommandanten der Trägerflugzeuge das Auftanken und die Neubewaffnung der Flugzeuge verlangt, um alle möglichen Ziele zu vernichten. Trotzdem entschied er sich gegen den Rat der Experten.
Danach schlug er einige andere Schlachten während des Pazifikkriegs mit seiner Flugzeugträgergruppe, darunter Angriffe auf Rabaul, Darwin und Ceylon. Dort gelang seinen Truppen unter anderem am 9. April 1942 die Versenkung des britischen Flugzeugträgers Hermes (Attacke im Indischen Ozean).

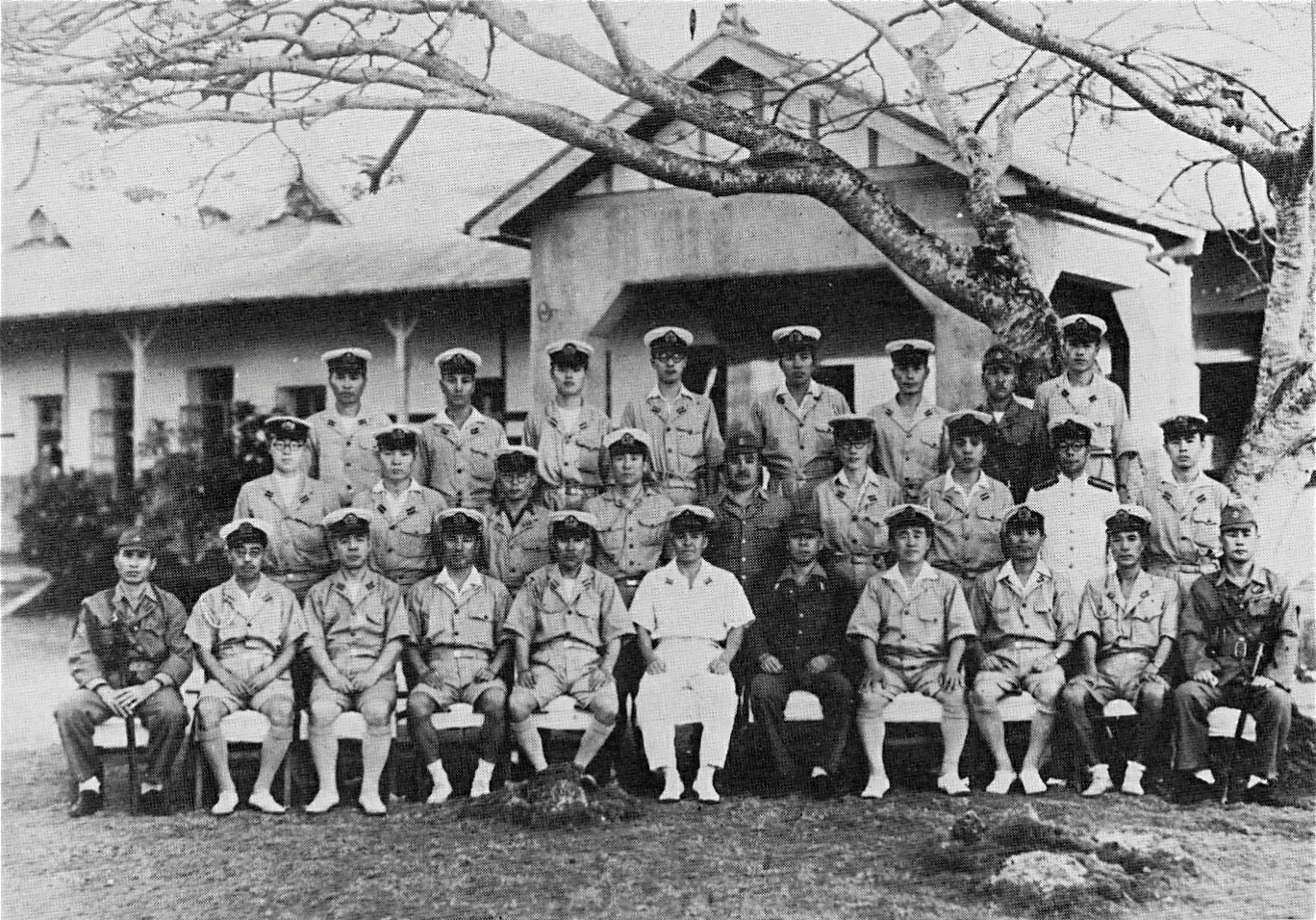
Nagumo (Mitte) mit Stab, Saipan, 1944

Bei einer der entscheidenden Schlachten des Zweiten Weltkriegs, der Schlacht um Midway, verlor Admiral Nagumo Chūichi allerdings alle vier eingesetzten Flottenträger. Dadurch geriet er in die Kritik seiner Vorgesetzten und des japanischen Volkes. Ihm wurde vorgeworfen, nicht mit vollem Einsatz in den Kampf gegangen zu sein. Nach dieser Schlacht wurden die japanischen Trägerkräfte umgebildet, Nagumo erhielt jetzt den Befehl über die 3. Flotte, die um die beiden verbleibenden Flottenträger Shōkaku und Zuikaku gebildet wurde. Mit dieser nahm er im Verlauf der Schlacht um Guadalcanal an den Seeschlachten bei den Ost-Salomonen und den Santa-Cruz-Inseln teil. Im November 1942 wurde er durch Vizeadmiral Ozawa Jisaburō endgültig abgelöst und nach Japan zurückberufen, wo er nacheinander die Marinedistrikte Sasebo und Kure sowie die in Reserve gehaltene 1. Flotte befehligte.
Anfang 1944 bekam Nagumo noch das Kommando über die zur Verteidigung der Marianen neugebildete Zentralpazifische Flotte zugeteilt, doch nachdem die Amerikaner Saipan auf den Nördlichen Marianen zurückerobert hatten, entschied er sich, seinem Leben nach den Regeln des Bushidō ein Ende zu setzen und sich zu erschießen, bevor er mit seinen Truppen kapitulieren musste. Eine Einheit der US-Marines fand seine Leiche in seiner unterirdischen Kommandozentrale.

## DVD
- Encyclopaedia Of World War 2. Volume 8. Chuichi Nagumo To Arthur Percival, 2002, PAL